# Personer i Sverige födda i Vietnam
Till personer i Sverige födda i Vietnam räknas personer som är folkbokförda i Sverige och som har sitt ursprung i Vietnam. Enligt Statistiska centralbyrån fanns det 2017 i Sverige sammanlagt cirka 18 700 personer födda i Vietnam.

## Historik
Från 1978-1979 kom flera vietnamesiska båtflyktingar till Sverige.

## Statistik
Den 31 december 2015 fanns 17 085 personer i Sverige som var födda i Vietnam, varav 7 830 män (45,83 %) och 9 255 kvinnor (54,17 %). Motsvarande siffra för den 31 december 2000 var 10 898, varav 5 160 män (47,35 %) och 5 738 kvinnor (52,65 %).
Den 31 december 2015 fanns 3 706 personer i Sverige som saknade svenskt medborgarskap men hade vietnamesiskt medborgarskap, varav 1 750 män (47,22 %) och 1 956 kvinnor (52,78 %).

### Åldersfördelning
Siffror från Statistiska centralbyrån enligt den 31 december 2015:
| År               | Antal  | %       |
| ---------------- | ------ | ------- |
| 31 december 2015 |        |         |
| 0–14 år          | 1 198  | 7,01 %  |
| 15–24 år         | 2 604  | 15,24 % |
| 25–54 år         | 10 311 | 60,35 % |
| 55–64 år         | 2 037  | 11,92 % |
| 65+ år           | 935    | 5,47 %  |

### Antal svenskar med vietnamesisk bakgrund
Den 31 december 2015 fanns utöver de 17 085 personerna som var födda i Vietnam 10 123 personer som var födda i Sverige men hade vietnamesisk bakgrund eller ursprung, enligt Statistiska centralbyråns definition:
- Personer födda i Sverige med båda föräldrarna födda i Vietnam: 6 600
- Personer födda i Sverige med fadern född i Vietnam och modern i ett annat utländskt land: 909
- Personer födda i Sverige med modern född i Vietnam och fadern i ett annat utländskt land: 814
- Personer födda i Sverige med fadern född i Vietnam och modern i Sverige: 417
- Personer födda i Sverige med modern född i Vietnam och fadern i Sverige: 1 383

### Historisk utveckling
| Vietnamesiska medborgare utan svenskt medborgarskap i Sverige 1973–2015                                                   | Vietnamesiska medborgare utan svenskt medborgarskap i Sverige 1973–2015 | Vietnamesiska medborgare utan svenskt medborgarskap i Sverige 1973–2015 | Vietnamesiska medborgare utan svenskt medborgarskap i Sverige 1973–2015 | Vietnamesiska medborgare utan svenskt medborgarskap i Sverige 1973–2015 |
| --- | ----------------------------------------------------------------------- | ----------------------------------------------------------------------- | ----------------------------------------------------------------------- | ----------------------------------------------------------------------- |
| |                                                                         |                                                                         |                                                                         |                                                                         |
| År |                                                                         |                                                                         | Folkmängd                                                               |                                                                         |
| 1973 | 1973                                                                    |                                                                         | 19                                                                      |                                                                         |
| 1975 | 1975                                                                    |                                                                         | 79                                                                      |                                                                         |
| 1980 | 1980                                                                    |                                                                         | 2 044                                                                   |                                                                         |
| 1985 | 1985                                                                    |                                                                         | 2 544                                                                   |                                                                         |
| 1990 | 1990                                                                    |                                                                         | 3 069                                                                   |                                                                         |
| 1995 | 1995                                                                    |                                                                         | 3 831                                                                   |                                                                         |
| 2000 | 2000                                                                    |                                                                         | 2 408                                                                   |                                                                         |
| 2005 | 2005                                                                    |                                                                         | 2 094                                                                   |                                                                         |
| 2010 | 2010                                                                    |                                                                         | 2 655                                                                   |                                                                         |
| 2015 | 2015                                                                    |                                                                         | 3 706                                                                   |                                                                         |
| Anm.: Befolkning den 31 december respektive år. Personer med dubbelt medborgarskap, varav det ena svenskt, inräknas inte. |                                                                         |                                                                         |                                                                         |                                                                         |

| Personer i Sverige födda i Vietnam 1960–2024 | Personer i Sverige födda i Vietnam 1960–2024 | Personer i Sverige födda i Vietnam 1960–2024 | Personer i Sverige födda i Vietnam 1960–2024 | Personer i Sverige födda i Vietnam 1960–2024 |
| --- | -------------------------------------------- | -------------------------------------------- | -------------------------------------------- | -------------------------------------------- |
| |                                              |                                              |                                              |                                              |
| År |                                              |                                              | Folkmängd                                    |                                              |
| 1960 | 1960                                         |                                              | 1                                            |                                              |
| 1970 | 1970                                         |                                              | 195                                          |                                              |
| 1980 | 1980                                         |                                              | 1 602                                        |                                              |
| 1990 | 1990                                         |                                              | 6 265                                        |                                              |
| 2000 | 2000                                         |                                              | 10 898                                       |                                              |
| 2001 | 2001                                         |                                              | 11 216                                       |                                              |
| 2002 | 2002                                         |                                              | 11 511                                       |                                              |
| 2003 | 2003                                         |                                              | 11 771                                       |                                              |
| 2004 | 2004                                         |                                              | 12 038                                       |                                              |
| 2005 | 2005                                         |                                              | 12 352                                       |                                              |
| 2006 | 2006                                         |                                              | 12 814                                       |                                              |
| 2007 | 2007                                         |                                              | 13 184                                       |                                              |
| 2008 | 2008                                         |                                              | 13 516                                       |                                              |
| 2009 | 2009                                         |                                              | 13 995                                       |                                              |
| 2010 | 2010                                         |                                              | 14 584                                       |                                              |
| 2011 | 2011                                         |                                              | 15 175                                       |                                              |
| 2012 | 2012                                         |                                              | 15 677                                       |                                              |
| 2013 | 2013                                         |                                              | 16 097                                       |                                              |
| 2014 | 2014                                         |                                              | 16 629                                       |                                              |
| 2015 | 2015                                         |                                              | 17 085                                       |                                              |
| 2016 | 2016                                         |                                              | 17 727                                       |                                              |
| 2017 | 2017                                         |                                              | 18 713                                       |                                              |
| 2018 | 2018                                         |                                              | 19 741                                       |                                              |
| 2019 | 2019                                         |                                              | 20 676                                       |                                              |
| 2020 | 2020                                         |                                              | 21 126                                       |                                              |
| 2021 | 2021                                         |                                              | 21 528                                       |                                              |
| 2022 | 2022                                         |                                              | 21 874                                       |                                              |
| 2023 | 2023                                         |                                              | 21 983                                       |                                              |
| 2024 | 2024                                         |                                              | 21 842                                       |                                              |
| Anm.: Befolkning den 31 december respektive år förutom åren 1960 och 1970 som avser förhållandet den 1 november och år 1980 som avser förhållandet den 15 september. |                                              |                                              |                                              |                                              |